# William Johnstone Ritchie
Pour les articles homonymes, voir William Ritchie et Ritchie.
William Johnstone Ritchie, né le 28 octobre 1813 à Annapolis Royal et mort le 25 septembre 1892 à Ottawa, est un juriste canadien. Il est le deuxième juge en chef de la Cour suprême du Canada, de 1879 à 1892.

## Biographie
William Johnstone Ritchie est né à Annapolis Royal (Nouvelle-Écosse), de Thomas Ritchie et Elizabeth Wildman Johnstone. Il fait ses études au Pictou Academy et étudie le droit à Halifax au cabinet de son frère, John William Ritchie. Il est reçu au barreau de la Nouvelle-Écosse en 1837, mais s'installe à Saint-Jean et est admis au barreau du Nouveau-Brunswick l'année suivante.
En 1846, il est élu à l'Assemblée législative du Nouveau-Brunswick. Conformément à une promesse qu'il avait faite de démissionner si un autre candidat libéral ne réussissait pas à remporter une élection partielle, il démissionne de son siège en 1851, mais est réélu trois ans plus tard.
En 1855, il quitte la politique pour accepter une nomination à la Cour suprême du Nouveau-Brunswick, et devient juge en chef du Nouveau-Brunswick 10 ans plus tard. Il est nommé à la Cour suprême du Canada par le premier ministre Alexander Mackenzie le 30 septembre 1875 et en devient le juge en chef le 11 janvier 1879. Il siège à la Cour suprême durant 17 ans jusqu'à sa mort le 25 septembre 1892.